# Mpande
Mpande (Babanango, 1798 – Nodwengu, 18 ottobre 1872) è stato re della nazione Zulu dal 1840 al 1872, il che lo rende il più longevo re degli Zulu.
Era uno dei fratellastri di Shaka e Dingane, che regnarono sugli Zulu prima di lui.
Era considerato debole rispetto ai suoi contemporanei, così, mentre gli altri fratellastri furono tutti eliminati, lui fu lasciato in vita. Quando Dingane ordinò al suo capo inDuna Ndlela kaSompisi di assassinarlo, questi rimandò ripetutamente, essendosi accorto che Mpande era l'unico ad avere avuto dei figli, che Ndlela considerava essenziali per la continuazione della linea di sangue e, conseguentemente, per la stabilità della nazione Zulu. A causa di questa sua inerzia, Ndlela fu torturato a morte da Dingane.
Nel gennaio del 1840 Andries Pretorius aiutò Mpande nella sua ribellione contro il fratellastro Dingane, che fu ucciso durante una spedizione a nord nella foresta di Hlatikhulu.
Le regole per la successione nella monarchia Zulu sono quantomai imprecise, ma per tradizione diviene re il primo figlio della Grande moglie. Il re può decidere in qualunque momento quale sia la Grande moglie e anche cambiare idea - cosa che Mpande fece.
La successione fu infine stabilita da una battaglia tra i due contendenti, Cetshwayo e Mbulazi, che si risolse con la vittoria del primo. Tuttavia Mpande mantenne il titolo per un altro anno, sebbene Cetshwayo fosse l'effettivo governante.
Tutti i successivi re Zulu possono indicare Mpande come loro predecessore.